# José Amador de los Ríos

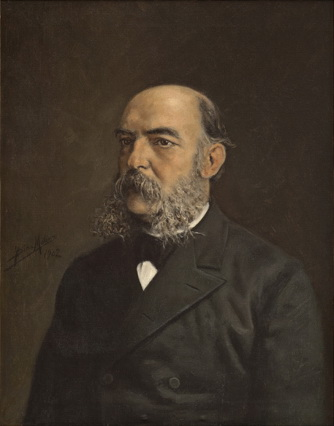
José Amador de los Ríos, Museo Arqueológico Nacional.

José Amador de los Ríos y Serrano (Baena, 30 de abril de 1818 — Sevilha, 17 de fevereiro de 1878) foi um intelectual espanhol, que atuou majoritariamente como historiador da arte e da literatura, bem como arqueólogo.

## Biografia
Formou-se em História na Universidade Complutense de Madrid.
Em 1844 exerceu o cargo de secretário da Comissão Central de Monumentos.
Juntamente com Antonio de Zabaleta foi co-diretor do efêmero Boletín Español de Arquitectura, primeiro periódico espanhol dedicado exclusivamente à arquitetura, tendo colaborado de 1 de junho até dezembro de 1846.
Em 1852 publicou as obras completas de Íñigo López de Mendoza.
Cunhou a expressão "mudejarismo" para descrever aquele estilo de arquitetura em 1859.
Em 1861 publicou o primeiro volume da "Historia crítica de la literatura española", a primeira história geral da literatura espanhola escrita na Espanha, embora tivesse ficado incompleta.
Ideologicamente Amador de los Ríos, um liberal e romântico, concebia a Espanha como uma unidade, a um só tempo Católica Romana e Castelhana, uma monarquia constitucional (embora ainda não o fosse à época) ligada ao seu passado por uma "idea luminosa" (ideia luminosa). Opondo-se a historiadores estrangeiros, que consideravam a Espanha medieval como algo retrógrado, defendeu a literatura espanhola como a mais importante entre as que surgiram desde a queda de Roma. Embora só tenha coberto a Idade Média, demonstrou que considerava a literatura hispano-americana como parte da tradição espanhola. Em outro trabalho, a "Historia social, política y religiosa de los judíos de España", ele admite a literatura judaica espanhola como parte da tradição, uma vez que "floresceu" apenas em espanhol.
Ao contrário de Adolf de Castro, entretanto, não condenou a Inquisição espanhola.

## Obras
- Colección de poesías escogidas (Sevilla, 1839).
- Historia de la literatura española escrita en francés por Sismonde [sic] de Sismondi ; principiada a traducir, anotar y completar por José Lorenzo Figueroa y proseguida por José Amador de los Ríos Sevilla: Impr. de Álvarez y Compañía, 1841-1842.
- Sevilla pintoresca o Descripción de sus más célebres monumentos artísticos… teniendo presentes los apuntes de Juan Colom y Colom… ornada con… vistas de los principales edificios, dibujadas por Joaquin Dominguez Becquer y Antonio Brabo (Sevilla: Francisco Álvarez, 1844).
- Toledo pintoresco o Descripción de sus más célebres monumentos (Madrid: Ignacio Boix, 1845).
- Italica: Historia de esta ciudad famosa, desde su fundación hasta nuestros días, con todos sus descubrimientos, manuscrito de 1845.
- Estudios históricos, políticos y literarios sobre los judíos de España, 1848.
- Edición de la Historia general y natural de las Indias, islas y tierra firme del mar Océano de Gonzalo Fernández de Oviedo, Madrid: Real Academia de la Historia, 1851-1855.
- Edición de las Obras de Don Iñigo López de Mendoza, Marqués de Santillana, com biografia, notas e comentários em quatro volumes, que terminou de publicar em 1855.
- El arte latino-bizantino en España y las coronas visigodas de Guarrazar: Ensayo histórico crítico (Madrid: Impr. Nacional, 1861).
- Con Juan de Dios de la Rada y Delgado y Cayetano Rosell, Historia de la Villa y Corte de Madrid, 1861, 2ª edição em 1867.
- Historia crítica de la literatura española (1861-1865), 7 vols.
- Historia social, política y religiosa de los judíos en España y Portugal, publicada em 1875-76 em três volumes
- La Casa-Lonja de Valencia del Cid Madrid: José Gil Dorregaray, 1876.
- Estudios monumentales y arqueológicos, 1877.
- La Cámara Santa de la catedral de Oviedo y sus más antiguos monumentos artístico-industriales. Madrid: José Gil Dorregaray, 1877.
- Iglesias de San Salvador de Val-de-Dios y Parroquial de Sal Salvador de Priesca, en el Concejo de Villaviciosa (Asturias) Madrid, 1877.
- El monasterio de San Juan de los Reyes en Toledo Madrid: José Gil Dorregaray, 1877
- Mosaicos gentílicos, mosaico de Galatea en Elche Madrid: José Gil Dorregaray, 1877.
- Monumentos latino-bizantinos de Mérida Madrid: José Gil Dorregaray, 1877.
- Ermita de Santa Cristina en el concejo de Pola de Lena (Asturias) Madrid: José Gil Dorregaray, 1877
- Iglesias de San Salvador de Val-de-Dios y parroquial de San Salvador de Priesca en el Concejo de Villaviciosa (Asturias) Madrid: José Gil Dorregaray, 1877.
- Iglesia de San Miguel de Lillo y Palacio de Ramiro I, actualmente destinado á iglesia parroquial bajo el nombre de Santa María del Naranco (Asturias, Concejo de Oviedo). Madrid: José Gil Dorregaray, 1877.
- Puerta Antigua de Bisagra en Toledo. Madrid: José Gil Dorregaray, 1877
- Primeros monumentos religiosos del arte mahometano en Toledo: mezquitas llamadas del Santo Cristo de la Luz y de las Tornerías. Madrid : José Gil Dorregaray, 1877
- Tríptico-Relicario del Monasterio Cisterciense de Piedra en Aragon Madrid, 1877.
- Con su hijo Rodrigo Amador de los Rios y Villalta, Monumentos latino-bizantinos de Córdoba Madrid, 1879.
- Memoria histórico-crítica sobre las tréguas celebradas en 1439 entre los Reyes de Castilla y de Granada leída en… la Real Academia de la Historia. (Madrid: Real Academia de la Historia, 1879).
- Poesías de Don José Amador de los Ríos precedidas de um prólogo de Juan Valera Madrid: Impr. e Libreria de Eduardo Martínez, 1880.